# Van Lanschot Kempen Kunstprijs
De Van Lanschot Kempen Kunstprijs was een prijs voor een mid career kunstenaar uit de Benelux, die is uitgereikt van 2015 tot 2020. 
De  kunstwerken voldeden aan de volgende criteria:
- de maker heeft een band met Nederland en
- het werk weet het beste de huidige tijdgeest vast te leggen voor latere generaties.

Aan de prijs was een geldbedrag verbonden van de sponsor. De kunstenaar kreeg de gelegenheid om het werk te exposeren en een catalogus te maken. 
In de edities van 2018 en 2019 nomineerde een vakjury de kandidaten waaruit zij een winnaar selecteerde. Tot 2018 werd uit de inzenders door een internetstemming een selectie gemaakt. Uit deze selectie koos een vakjury een winnaar.

## Winnaars
- 2019 (uitgereikt in 2020) - Ellen Gallagher[2]
- 2018 - Mark Manders[3]
- 2017 - wegens gebrek aan kwaliteit geen uitreiking.[4]
- 2016 – Mirjam Offringa met het videokunstwerk Het Contact, geëxposeerd in de Nieuwe Kerk Amsterdam  als onderdeel van de Meesterwerk-serie.[5]
- 2015 – Schilder Annemarie Busschers voor het kunstwerk Ageing, geëxposeerd tijdens de kunstbeurs PAN Amsterdam.[6]

## Jury
In 2018 en 2019 bestond de jury uit: Inge de Bruin, Joop van Caldenborgh, J.C. Mosconi en Axel Rüger.
Tot 2018 bestond de jury uit: Patrick van Maris, Laurien Schroeder-Hessels, Duncan Stutterheim, Adjiedj Bakas, ,Roger Katwijk, en voorzitter Axel Rüger.